# Željuša (Dimitrovgrad)
Željuša (em cirílico: Жељуша) é uma vila da Sérvia localizada no município de Dimitrovgrad, pertencente ao distrito de Pirot, na região de Visok. A sua população era de 1308 habitantes segundo o censo de 2011.

## Demografia
| 1948 | 1953 | 1961 | 1971 | 1981 | 1991 | 2002 | 2011 |
| ---- | ---- | ---- | ---- | ---- | ---- | ---- | ---- |
| 476  | 454  | 490  | 850  | 1391 | 1442 | 1394 | 1308 |